# Thymalus aubei
Thymalus aubei es una especie de coleóptero de la familia Trogossitidae.

## Distribución geográfica
Habita en Europa.